# Dorcus kikunoae
Dorcus kikunoae is een keversoort uit de familie vliegende herten (Lucanidae). De wetenschappelijke naam van de soort is voor het eerst geldig gepubliceerd in 2005 door Hosoguchi.